# Contea di Humphreys (Mississippi)
La contea di Humphreys (in inglese Humphreys County) è una contea dello Stato del Mississippi, negli Stati Uniti. La popolazione al censimento del 2000 era di 11 206 abitanti. Il capoluogo di contea è Belzoni.